# エモリー大学
エモリー大学（英語: Emory University）は、ジョージア州ディカーブ郡に本部を置くアメリカ合衆国の私立大学。1836年創立、1836年大学設置。大学の略称はEagles。

## 概要
私立メソジスト系の研究型総合大学である。4700校以上もある米国の大学で概ね10位から20位（過去最高位9位）に位置する最難関名門大学の一つである。特に、ネル・ホッジソン・ウッドラフ看護学部は全米TOP5で名高い。エモリー大学ロースクールとゴイズエタ・ビジネス・スクールは、全米TOP20前後で評価が高い。また、コカ・コーラ社との関係が強い事で有名で、コーラ大学という愛称がある。同校は米国内では16番目に最も寄付を受けた大学であり、世界的にも21番目に多く寄付金を受けた大学であることでも知られる。
The Emory Wheel発表によると同校の合格率13％で、これは他名門校（ウィリアム・アンド・メアリー大学 34.5%、ボストン大学 25%、オックスフォード大学 17.5%、東京大学 34.2%）と比較しても競争率の高さが窺える。
エモリー大学は教育の質の高さと故に隠れたアイビーリーグ（ヒドゥン・アイビー）または新しいアイビーリーグ（ニュー・アイビー）として米国で紹介される事が多い。テキサス州ヒューストンのライス大学やテネシー州ナッシュビルのヴァンダービルト大学などと並んで、「南部のアイビー」という異名を持つ。
医学部、病院および付属研究機関が大学の主要な部分を占めており、エモリー大学病院(Emory University Hospital)や、アメリカ国立がん研究所の指定施設であるがん研究所(Winship Cancer Institute)がある。また、世界でも有数の疫学研究機関として知られるアメリカ疾病予防管理センター（CDC, Center of Disease Control and Prevention）が隣接し、疫学研究の全米における一大拠点となっている。近年では、エモリー大学、ジョージア工科大学、北京大学（中国）の三校が協力し、Biomedical Engineering Ph.D. Program（医用生体工学 Ph.D. プログラム）を発足しており、同分野の発展が期待されている。
エモリー大学は古くから優秀な経済学・商学関係の生徒を輩出しており、一大商業都市であるアトランタを中心に全米での評価が非常に高い。こういった背景が影響しているため、エモリー大学卒業生は投資銀行を中心とした金融業界やコンサルティング・ファームとの繋がりが強いという特徴を持つ。 第39代アメリカ合衆国大統領 ジミー・カーター の母校であることで名高いため、政策経済などといった分野においても連邦政府機関の職員が教授として講義するなど関係が深い。
また、社会科学系の学部も近年米国でのITの発展に伴い、計算機科学などの理系分野との関係が密接になりつつある。特に言語学においては、人工知能/機械学習分野においての自然言語処理の研究で同校はEmory NLP（Natural Language Processing）というプロジェクトで力を入れている。
なお、2017年3月13日に開催された全米討論委員会主催（American Debate Association/ADA）の全国ディベート大会（ADA National Championship）で同校はトップランカーであったハーバード大学をその座から引きずり下ろした。同大会は全米の名門28校が参戦する世界の注目するディベート大会であり、ウェイクフォレスト大学やヴァンダービルト大学なども優秀な生徒達を送り込んでいる。エモリー大学がハーバード大学を打ち負かしたことでさらに話題となり、同校が全米大学序列を再び揺るがすのではないのかと言われている。

## 歴史
1836年、ジョージア州ニュートン郡のメソジストのグループが同州オクスフォード(en:Oxford, Georgia)に創設した。大学名は、前年に亡くなったメソジスト、ジョン・エモリーの名にちなんで「Emory College」とされた。
1915年、アトランタの都心部にキャンパスを移転し、同時に「Emory University」に改名された。
2014年、付属病院でエボラ出血熱感染者の治療を行った。米国内では初の治療となる。

## 教育
- エモリー・カレッジ（Emory College of Arts and Sciences）
- オックスフォード・カレッジ（Oxford College）
- メディカル・スクール（Emory University School of Medicine）
- ナーシング・スクール（Nell Hodgson Woodruff School of Nursing）
- カンドラー神学校（Candler School of Theology）
- エモリー大学ロー・スクール（Emory University School of Law）
- ラニー大学院（Laney Graduate School）
- ゴイズエタ・ビジネス・スクール（Goizueta Business School）
- ロリンス公衆衛生大学院（Rollins School of Public Health）

## ランキング
- US news 国内大学ランキング（2024）：全米24位[4]
- US news 世界大学ランキング（2024）：世界63位[5]
- THE 世界大学ランキング（2025）：世界98位[6]
- QS 世界大学ランキング（2025）：世界196位[7]
- ARWU 世界大学学術ランキング（2024）：世界101-150位[8]
- EduRank 世界大学ランキング（2024）：世界78位[9]

## 著名な出身者・関係者
主要記事：en:List of Emory University people
- 阿久戸光晴 - 神学者、学校法人聖学院理事長
- 日野原重明 - 医師
- 東美保 - アラバマ大学で学士号、修士号、エモリー大学大学院卒、歴史学博士、明治大学准教授
- ジミー・カーター - 第39代アメリカ合衆国大統領。2002年ノーベル平和賞受賞。1982年よりエモリー大学特別教授。2019年には、脳圧の上昇を防ぐ処置を受けるために附属病院に入院している[10]。
- アルバン・W・バークリー - 第35代アメリカ合衆国副大統領。
- ダライ・ラマ14世 - チベット仏教の最高指導者。エモリー大学から客員教授の称号を授与された。
- 谷本清 - 平和活動家・牧師。1940年エモリー大学大学院修了。1986年エモリー大学から名誉神学博士の称号を授与された。
- ロバート・ウードロフ - エモリー大学中退、コカ・コーラ社の創設者、CEO。
- トマス・アルタイザー - 神学者、神の死の神学の中心的な神学者
- 李洪九 - ソウル大学教授、韓国国務総理、韓国駐米大使
- ニュート・ギングリッチ－ 共和党下院議員、元下院議会議長
- 古井義昭－ 米文学者、立教大学准教授